# Lista de aeroportos internacionais da América Central
Lista dos aeroportos internacionais da América Central com movimento superior a um milhão de passageiros anualmente, e que realizam verdadeiramente voos internacionais.
| Localização                | Nome                                             | Movimento de Passageiros |                     |                     |
| Antilhas Holandesas        | Antilhas Holandesas                              | Antilhas Holandesas      | Antilhas Holandesas | Antilhas Holandesas |
| -------------------------- | ------------------------------------------------ | ------------------------ | ------------------- | ------------------- |
| Philipsburg                | Aeroporto Internacional Princesa Juliana         | 1640923                  |                     |                     |
| Willemstad                 | Aeroporto Internacional Hato                     | 1092136                  |                     |                     |
| Aruba                      |                                                  |                          |                     |                     |
| Oranjestad                 | Aeroporto Internacional Rainha Beatriz           | 1367779                  |                     |                     |
| Costa Rica                 |                                                  |                          |                     |                     |
| San Jose                   | Aeroporto Internacional Juan Santamaría          | 2236779                  |                     |                     |
| Cuba                       |                                                  |                          |                     |                     |
| Havana                     | Aeroporto Internacional José Martí               | 3471920                  |                     |                     |
| El Salvador                |                                                  |                          |                     |                     |
| San Salvador               | Aeroporto Internacional de El Salvador           | 1653207                  |                     |                     |
| Guadalupe                  |                                                  |                          |                     |                     |
| Basse-Terre                | Aeroporto Internacional Robert L. Bradshaw       | 2206537                  |                     |                     |
| Guatemala                  |                                                  |                          |                     |                     |
| Cidade da Guatemala        | Aeroporto Internacional La Aurora                | 2008985                  |                     |                     |
| Jamaica                    |                                                  |                          |                     |                     |
| Kingston                   | Aeroporto Internacional Norman Manley            | 1740081                  |                     |                     |
| Montego Bay                | Aeroporto Internacional Sangster                 | 3059885                  |                     |                     |
| Martinica                  |                                                  |                          |                     |                     |
| Fort-de-France             | Aeroporto Internacional Aimé Césaire             | 1673205                  |                     |                     |
| Panamá                     |                                                  |                          |                     |                     |
| Cidade do Panamá           | Aeroporto Internacional Tocumen                  | 3213416                  |                     |                     |
| República Dominicana       |                                                  |                          |                     |                     |
| Puerto Plata               | Aeroporto Internacional General Gregorio Luperón | 1320785                  |                     |                     |
| Punta Cana                 | Aeroporto Internacional de Punta Cana            | 2215654                  |                     |                     |
| Santiago de los Caballeros | Aeroporto Internacional do Cilbao                | 1463985                  |                     |                     |
| Santo Domingo              | Aeroporto Internacional de Las Américas          | 1829876                  |                     |                     |
| Trinidad e Tobago          |                                                  |                          |                     |                     |
| Port of Spain              | Aeroporto Internacional de Piarco                | 2576200                  |                     |                     |